# Черкаська спеціалізована школа № 18 імені В'ячеслава Чорновола
Черкаська спеціалізована школа I—III ступенів № 18 — спеціалізована школа в місті Черкаси.

## Історія

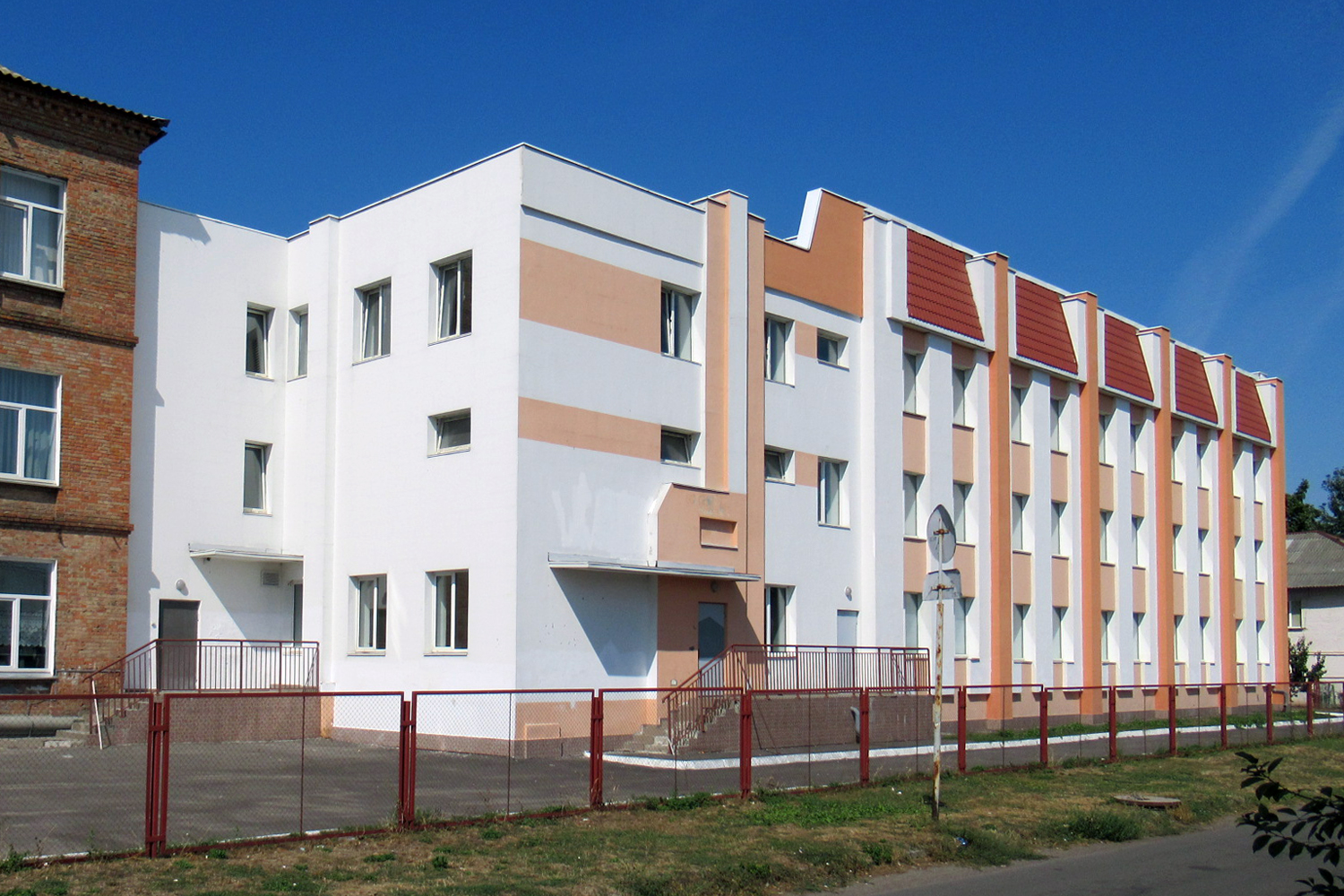
новий корпус школи

Школа № 18 почала будуватися водночас зі спорудженням заводу «Хімволокно». У 1959 році побудовано перший корпус школи за типовим проєктом 2-02-20, а в 1961 році — другий. У 2001 році було реконструйовано та капітально відремонтовано під третій корпус недобудоване приміщення дошкільного навчального закладу № 56 (будівництву сприяли батьки та педагогічний колектив).
Із 1995 року освітній заклад отримав статус школи економічного профілю з ліцейними класами допрофесійної підготовки (рішення Черкаської міської ради № 473 від 14. 09. 95 р.).
Із 2001 року вона отримала інший статус, а саме спеціалізованої школи І — ІІІ ступенів (рішення виконкому Придніпровської районної ради № 385 від 10.07.2001 року, рішення восьмої сесії міської ради — № 8-84 від 29.11.2001 року, розпорядження голови Черкаської ОДА № 332 від 06. 08. 2001 р.).
За період роботи педагогічний колектив очолювали Павлюк Олександр Тимофійович, Тимченко Софія Іванівна, Батурін Віктор Степанович, Борулько Григорій Кирилович, Яцюк Іван Григорович, Кропачев Олександр Григорович, Саєнко Сергій Іванович, Грищенко Василь Володимирович.
Школа має власну символіку (герб, прапор, гімн, конституцію школи), діє Рада школи, 1/3 складу якої становлять батьки, а також Президентську Раду (учнівське самоврядування). Педагогічний напрям закладу — розвиток особистісно-орієнтованого навчання зі збереженням фізичного, духовного та соціального здоров'я як основа навально-творчої діяльності учнів та ефективності роботи вчителя. Науково-методична підтема: пошук шляхів та створення умов для самореалізації творчої особистості в освітньому просторі спеціалізованої школи.
Педагогічний колектив, батьківська спільнота сумлінно працюють над створенням позитивного іміджу школи.
У 2019 році за рахунок ПП "Група Венето" та меценатів Михайла Бродського й Олександра Згіблова було відкрито оновлену спортивну залу за стандартами НБА: сучасний ігровий паркет із канадського клена, нові баскетбольні щити, трибуни для глядачів тощо. На той час у школі діяли два спортивні баскетбольні класи, в яких навчалися більше 30 учнів.
У 2020 році за підтримки представників місцевого бізнесу з'явився відкритий баскетбольний майданчик із спеціальним безпечним та всесезонним покриттям, яке дозволяє тренуватися за будь-яких погодних умов і є найкращим у місті.

## Відомі випускники
- Гриценко Ілля Вікторович (1997—2022) — випускник 2012 року, лейтенант Збройних сил України, учасник російсько-української війни, що трагічно загинув під час російського вторгнення в Україну. Нагороджений орденом «За мужність» III ступеня (посмертно).